# 维奥莱特·麦克布赖德
维奥莱特·麦克布赖德（英語：Violet McBride，1954年10月16日—），英国前女子曲棍球运动员。她曾代表英国国家队参加1988年夏季奥林匹克运动会曲棍球比赛，结果队伍获得第四名。